# 13704 Aletesi
13704 Aletesi este un asteroid din centura principală de asteroizi.

## Descriere
13704 Aletesi este un asteroid din centura principală de asteroizi. A fost descoperit pe 13 august 1998 la San Marcello Pistoiese de Luciano Tesi. El prezintă o orbită caracterizată de o semiaxă mare de 3,05 ua, o excentricitate de 0,12 și o înclinație de 5,6° în raport cu ecliptica.